# Szubordinacionizmus
A szubordinacionizmus a Szentháromságról alkotott keresztény nézet, amely nem tagadja meg ugyan a három személyt, de tagadja azok egylényegűségét. E nézet szerint a Fiú (Jézus) és a Szentlélek természeténél és léténél fogva az Atya Istennek van alárendelve.

## Etimológia
Összetett szó: a latin sub (= alá) és ordinatio (= rendelés) szavakból. 
Szubordináció = alárendeltség.

## Történet
Mindenekelőtt Órigenész  és tanítványa, az alexandriai Dionüsziosz tartotta ezt a nézetet. A 4. század végéig az egyházi nézetek többsége támogatta ezt a tant.
A Fiúnak az Atyával való egylényegűségét tagadta az arianizmus is, az alárendeltséget a Szentlélekre is kiterjesztették a makedoniánusok.
A 381-es konstantinápolyi zsinat eretnekségként elítélte a tanítást.